# Love & Hate
| Совокупная оценка    | Совокупная оценка |
| Источник             | Оценка            |
| -------------------- | ----------------- |
| Metacritic           | 84/100            |
| Оценки критиков      |                   |
| Источник             | Оценка            |
| Allmusic             | [ 5 ]             |
| American Songwriter  | [ 6 ]             |
| The Line of Best Fit | [ 7 ]             |
| Mojo                 | [ 4 ]             |
| Uncut                | [ 4 ]             |
| Q Magazine           | [ 4 ]             |
| NME                  | [ 8 ]             |
| musicOMH             | [ 9 ]             |
| Slant Magazine       | [ 10 ]            |
| Entertainment Weekly | B+                |
| The Telegraph        | [ 12 ]            |

Love & Hate (с англ. — «Любовь и ненависть») — второй студийный альбом британского соул-певца и автора Майкла Киванука, вышедший 15 июля 2016 года на лейблах Polydor (в Великобритании) и Interscope (в США). Продюсерами были американский диджей, музыкант-мультиинструменталист Danger Mouse (он же часть дуэта Gnarls Barkley) и лондонский музыкант Inflo.

## Об альбоме
Альбом получил положительные отзывы музыкальных критиков и интернет-изданий: Metacritic (84 из 100), American Songwriter, Slant Magazine, The Line of Best Fit, NME, musicOMH, New York Times, The Telegraph. Издание Entertainment Weekly написало, что Киванука создал целый новый музыкальный гибридный жанр: спагетти вестерн-соул. Журнал Rolling Stone назвал новый диск психо-соул опусом.
В музыке соединены струнные инструменты, ангельский женский бэк-вокал, и чувствуется влияние слайд-гитары Джорджа Харрисона, видны элементы Элтона Джона из его раннего альбома Madman Across the Water, Марвин Гэй из его What’s Going On, немного из сольного дебюта Кёртис Мэйфилд и даже Procol Harum с мелодиями раннего Pink Floyd, которые объединены для возможно лучшей в карьере певца записи.

«Эта музыка интимная и размашистая, личная и универсальная, ласковая и смелая. И это не фоновая музыка. Сядьте перед вашим самым большим динамиком, увеличьте громкость, нажмите кнопку плэй, закройте глаза и пусть любовь и ненависть Майкла Киванука обернёт ваши чувства, забирая вас в путешествие в звуковых просторах вашего ума.»
— American Songwriter

### Рейтинги
| Публикация          | Список                        | Год  | Ранг | Ref.   |
| ------------------- | ----------------------------- | ---- | ---- | ------ |
| Banquet Records     | Albums of the Year            | 2016 | 1    | [ 16 ] |
| American Songwriter | Top 50 Albums of 2016         | 2016 | 2    | [ 17 ] |
| Mojo                | The 50 Best Albums of 2016    | 2016 | 2    | [ 18 ] |
| BBC Radio 6         | Albums of the Year            | 2016 | 4    | [ 19 ] |
| Chicago Tribune     | Top Albums of 2016            | 2016 | 4    | [ 20 ] |
| GQ                  | 10 Best Albums of 2016        | 2016 | 7    | [ 21 ] |
| Les Inrockuptibles  | 50 Best Albums of 2016        | 2016 | 16   | [ 22 ] |
| Rough Trade         | Albums of the Year            | 2016 | 17   | [ 23 ] |
| NME                 | NME’s Albums of the Year 2016 | 2016 | 23   | [ 24 ] |
| The Guardian        | The Best Albums of 2016       | 2016 | 27   | [ 25 ] |

## Список композиций
| №                   | Название                     | Длительность |
| ------------------- | ---------------------------- | ------------ |
| 1.                  | «Cold Little Heart»          | 9:57         |
| 2.                  | «Black Man in a White World» | 4:18         |
| 3.                  | «Falling»                    | 4:16         |
| 4.                  | «Place I Belong»             | 4:47         |
| 5.                  | «Love & Hate»                | 7:07         |
| 6.                  | «One More Night»             | 3:53         |
| 7.                  | «I'll Never Love»            | 2:45         |
| 8.                  | «Rule the World»             | 5:42         |
| 9.                  | «Father's Child»             | 7:05         |
| 10.                 | «The Final Frame»            | 4:59         |
| Общая длительность: | Общая длительность:          | 54:49        |

## Участники записи
| Исполнители и музыканты - Майкл Киванука — вокал (все треки); акустическая гитара (треки 1, 3, 5); бэк-вокал (трек 5); бас-гитара (треки 2, 3, 8, 10); электрогитара (треки 1, 3, 5, 6, 8); лид-гитара (треки 1, 3, 5, 8); гитара (треки 2, 9, 10); фортепиано (треки 4, 9) - James Bateman — саксофон (трек 6) - Paul Boldeau — бэк-вокал (треки 1, 2, 3, 5, 8, 9) - Natalia Bonner — скрипка (трек 2) - Brian Burton — бас-гитара (треки 1, 5); перкуссия (треки 1, 3); фортепиано (трек 3); орган (треки 3, 5); Synth Pad (трек 1) - Paul Butler — бэк-вокал (трек 6); виолончель (трек 4); клавикорд клавинет (трек 7); синтезатор Ямаха CS80 (трек 7), драм-машина (трек 6); электрогитара (трек 6; Keys (трек 6); синтезатор Moog (трек 7); перкуссия (треки 4, 6, 7); фортепиано (трек 7); Труба (трек 4) - Gillon Cameron — скрипка (треки 1, 5) - Nzomi Cohen — альт (треки 1, 5) - Anna Croad — скрипка (треки 1, 5) - Rosie Danvers — виолончель (треки 1, 2, 3, 5); струнные аранжировки (треки 1, 2, 3, 8, 9, 10) - Phebe Edwards — бэк-вокал (треки 1, 2, 3, 5, 8, 9) - Graham Godfrey — бэк-вокал (трек 6); ударные (треки 2, 4, 7); хлопки в ладоши (трек 2); перкуссия (треки 2, 4, 5, 9); Tape Machine FX (трек 7) - LaDonna Harley-Peters — бэк-вокал (треки 1, 2, 3, 5, 8, 9) - Inflo — бэк-вокал (треки 4, 5); бас-гитара (tracks 5, 9); ударные (треки 1, 5, 8, 9, 10); фортепиано (треки 1, 2, 5, 9, 10) - Sally Jackson — скрипка (треки 1, 5) - Bryony James — виолончель (треки 1, 5) - Miles James — электрогитара (трек 4) - Becky Jones — альт (трек 3) - Patrick Kieman — скрипка (треки 1, 5) - Eleanor Mathieson — скрипка (треки 1, 5) - Jay «J-Zone» Mumford — ударные (трек 3) - Emma Owens — альт (треки 1, 2, 5) - Andy Parkin — скрипка (трек 4) - Kerenza Peacock — скрипка (трек 3) - Gary Plumley — флейта (трек 4); саксофон (треки 4, 6) - Richard Pryce — Double Bass (треки 1, 5) - Pete Randall — бэк-вокал (трек 6); бас-гитара (треки 4, 7); Double Bass (трек 4), Fender Bass 6 (трек 7) - Jenny Sacha — скрипка (треки 1, 2, 3, 5) - Kotono Sato — скрипка (треки 1, 5) - Wired Strings — струнные (треки 1, 2, 3, 5, 8, 9, 10) - Debbie Widdup — скрипка (треки 1, 5) - Huw White — String Arrangements (трек 5) | Технический пероснал - Paul Butler — инжиниринг, микширование, продюсирование, вокальное продюсирование - Guy Davie — мастеринг - Danger Mouse (Brian Burton) — продюсирование - Dave Granshaw — инжиниринг - Inflo — продюсирование, струнное продюсирование - Samur Khouja — инжиниринг - Jon McMullen — инжиниринг, Mix-инжиниринг - Jay «J-Zone» Mumford — инжиниринг - Todd Monfalcone — инжиниринг, ассистент по микшированию - Kennie Takahashi — инжиниринг, микширование, вокальный инжиниринг - Richard Woodcraft — инжиниринг, струнный инжиниринг, микширование |

## Позиции в чартах
| Чарт (2016)                               | Высшая позиция |
| ----------------------------------------- | -------------- |
| Австралия (ARIA)                          | 35             |
| Австрия (Ö3 Austria)                      | 11             |
| Бельгия/Фландрия (Ultratop)               | 9              |
| Бельгия/Валлония (Ultratop)               | 26             |
| Нидерланды (Album Top 100)                | 8              |
| Франция (SNEP)                            | 5              |
| Германия (Offizielle Top 100)             | 6              |
| Ирландия (IRMA)                           | 15             |
| Новая Зеландия (Heatseekers Albums, RMNZ) | 4              |
| Шотландия (Scottish Albums Chart)         | 4              |
| Швейцария (Schweizer Hitparade)           | 4              |
| Великобритания (UK Albums Chart)          | 1              |
| США (Billboard 200)                       | 170            |

## Сертификации
| Регион                                                                      | Сертификация | Продажи |
| --------------------------------------------------------------------------- | ------------ | ------- |
| Польша (ZPAV)                                                               | Платиновый   | 20 000  |
| Данные о продажах + прослушиваниях приведены только на основе сертификации. |              |         |